# Contea di Nillumbik
La contea di Nillumbik è una local government area che si trova nello Stato di Victoria. Si estende su una superficie di 435 chilometri quadrati e ha una popolazione di 60.342 abitanti. La sede del consiglio si trova a Greensborough.